# Pidonia testacea
Pidonia testacea är en skalbaggsart som först beskrevs av Masaki Matsushita 1933.  Pidonia testacea ingår i släktet Pidonia och familjen långhorningar. Inga underarter finns listade i Catalogue of Life.